# Visconde de São Pedro do Sul
Visconde de São Pedro do Sul é um título nobiliárquico criado por D. Luís I de Portugal, por Decreto de 23 de Outubro de 1872, em favor de Francisco de Melo e Sousa da Cunha e Abreu.
Titulares
1. Francisco de Melo e Sousa da Cunha e Abreu, 1.º Visconde de São Pedro do Sul.

Após a Implantação da República Portuguesa, e com o fim do sistema nobiliárquico, usaram o título: 
1. Francisco de Melo Cardoso Moniz, 2.° Visconde de São Pedro do Sul;
2. António Ressano Garcia Cardoso Moniz, 3.° Visconde de São Pedro do Sul.[2]